# スコットランド銀行
スコットランド銀行（スコットランドぎんこう、英: Bank of Scotland plc、スコットランド・ゲール語：Banca na h-Alba）は、イギリス北部、スコットランドの商業銀行である。ヨーロッパで初めて兌換紙幣を成功裏に発行し、この紙幣発行権は1707年の合同法成立によりスコットランドの立法権が連合王国議会に移った後も現代まで伝統的に引き継がれている。本店はエディンバラにある。

## 概要

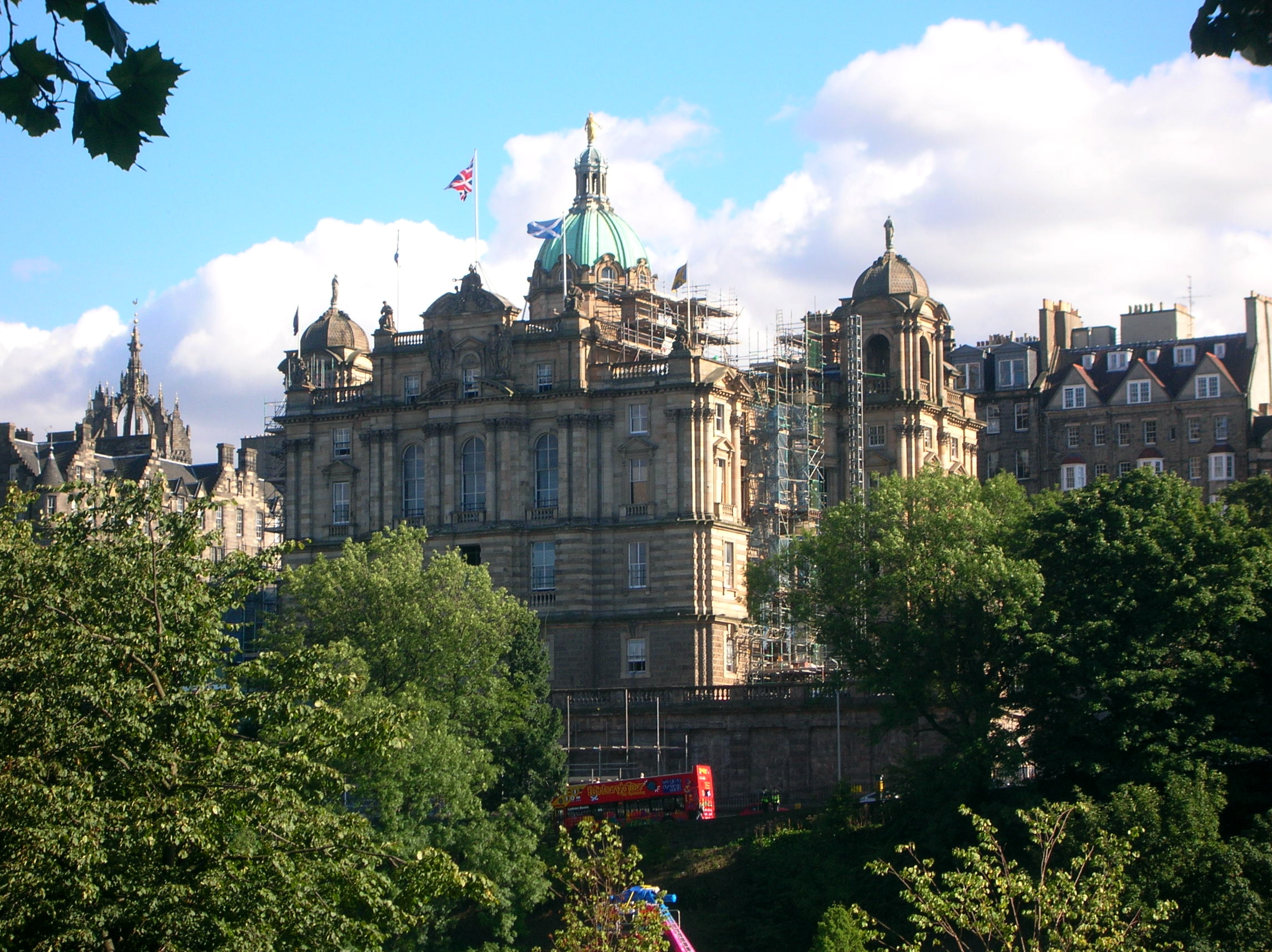
エディンバラにあるスコットランド銀行本店

スコットランド議会が1695年7月17日にスコットランド銀行法を制定したことに基づいて、1696年2月から営業を開始した。株主はスコットランド国籍をもつ者に限られていたほか、議会の同意なくして、国家へ貸付けを行うことは禁じられていた。この定款は1707年合同法成立後も維持された。初代総裁にはジョン・ホランドが就任し、会計部門の長にはジョージ・ワトソンが選ばれた。
18世紀以降、政府からジャコバイト支援の嫌疑を受けたこともあった。また同時代にはロイヤルバンク・オブ・スコットランド(1727年創業)が草創期の競合相手となったが、他行が国中に誕生し始めると、この問題はほどなく解消された。
19世紀に入ると支店の数も増加し、1865年にはロンドンにも支店が置かれた。
スコットランド銀行は100ポンド、50ポンド、20ポンド、10ポンド、5ポンド紙幣を発行しているが、2007年秋に発行された紙幣の肖像にはすべてウォルター・スコットのものが使われている。スコットランドでは他にもロイヤルバンク・オブ・スコットランド他1行が紙幣を発行している。

## 21世紀
2001年に、イングランドのヨークシャー地方を地盤とする金融機関、ハリファックス (Harifax) との共同持株会社であるHBOSの傘下に入った。
その後、HBOSグループ再編法（2006年）が施行されたことにより、2007年9月17日にスコットランド銀行は勅許を根拠とするThe Governor and Company of the Bank of Scotlandから公開会社（plc）であるBank of Scotland plcに名称が変更された。
さらにHBOSがロイズTSBグループによって買収されたため、2009年1月19日からスコットランド銀行はロイズ・バンキング・グループの傘下に入った。

## 歴代総裁
| 肖像 | 総裁                                                     | 就任期間  |
| ---- | -------------------------------------------------------- | --------- |
|      | ジョン・ホランド                                         | 1696–1697 |
|      | 第3代リーヴェン伯爵デイヴィッド・レズリー                | 1697–1728 |
|      | 第2代マーチモント伯爵アレクサンダー・ヒューム=キャンベル | 1728–1740 |
|      | 初代ホープトン伯爵チャールズ・ホープ                     | 1740–1742 |
|      | ジョン・ストラットン                                     | 1742      |
|      | 第4代ツィードデール侯爵ジョン・ヘイ                      | 1742–1762 |
|      | 第3代マーチモント伯爵ヒュー・ヒューム＝キャンベル        | 1763–1790 |
|      | 初代メルヴィル子爵ヘンリー・ダンダス                     | 1790–1811 |
|      | 第2代メルヴィル子爵ロバート・ダンダス                    | 1812–1851 |
|      | 初代ダルハウジー侯爵ジェイムズ・ラムゼイ                 | 1851–1860 |
|      | 第2代ブリーダルベイン侯爵ジョン・キャンベル              | 1861–1862 |
|      | 第11代ハディントン伯爵ジョージ・ハミルトン=ベイリー      | 1863–1870 |
|      | 第10代ステア伯爵ジョン・ダルリンプル                     | 1870–1903 |
|      | 第6代バーレイのバルフォア卿アレクサンダー・ブルース      | 1904–1921 |
|      | ウィリアム・ミュア                                       | 1921–1924 |
|      | 第16代エルフィンストン卿シドニー・エルフィンストン       | 1924–1955 |
|      | サー・ジョン・クレイグ                                   | 1955–1957 |
|      | 初代ビルスランド男爵スティーヴン・ビルスランド           | 1957–1966 |
|      | 第10代ポルワース卿ヘンリー・ヘップバーン=スコット        | 1966–1972 |
|      | 第2代クライズミュア男爵ロバート・コルヴィル              | 1972–1981 |
|      | サー・トーマス・リスク                                   | 1981–1991 |
|      | サー・ブルース・パタロ                                   | 1991–1998 |
|      | サー・アリステア・グラント                               | 1998–1999 |
|      | サー・ジョン・ショー                                     | 1999–2001 |
|      | サー・ピーター・バート                                   | 2001–2003 |
|      | ジョージ・ミッチェル                                     | 2003–2006 |
|      | デニス・スティーヴンソン(コデナムのスティーヴンソン男爵) | 2006-2007 |